# أنظمة موزعة
الأنظمة الموزعة  بدأ الحديث عنها في النصف الثاني من الثمانينات للحصول على حاسوب أكبر قدره على المعطيات، وذلك للحصول على مركز حاسوب لخدمة عدد كبير من المؤسسات أي كان لدينا حاسب واحد بقدرات كبيرة ويتم النقاذ إليه عن طريق طرفيات أماكن بعيدة. في مرحلة لاحقة ظهرت فكرة حواسيب متخصصة لنوع معين من التطبيقات بحيث يتم التركيز على جانب واحد من الأعمال حسب المجال الذي يعمل فيه، مثلا: قدرة حسابية عالية، وبالتالي اتجهنا إلى مفهوم التخصص. اعتبارا من اللحظة التي اتجهنا فيها إلى التخصص ظهرت الحاجة لتقسيم العمل إلى عدة أجزاء (العمل لم يعد موجود على حاسب وحيد وإنما على عدة حواسيب).

## تعريف أنظمة التشغيل الموزعة
معظم الأنظمة الحالية تعتبر أنظمة موزعه والأنظمة الموزعة هي عبارة عن أنظمة تعمل على العديد من الأجهزة مرتبطة مع بعض بشبكة، وهي عبارة عن أنظمة تشغيل تظهر للمستخدم وكانه يعمل على نظام مركزي إلا أنه في الحقيقة يعمل على عدة وحدات معالجة مركزية تعمل على مستوى التوزيع.

## مزايا توزيع الأنظمة
1-الوثوقية Reliability: كان مفهوم الوثوقيه مختصصا بعالم التصنيع فعندما نقول تجهيزات ذات وثوقية عاليه يعني أنها لا تتعطل، ومن ثم انتقل هذا المصطلح إلى البرمجيات وظهر لنا سؤال طالما حيرنا وهو متى نعتبر النظام موثوقا؟ يختلف مفهوم الوثوقيه حسب نسبة الخطأ المقبولة، لذا كان الوصول إلى الوثوقيه امرا صعبا بالطرق التقليديه ولرفع الوثوقيه نسبة 20% يجب رفع الكلفة 50% من هنا ظهرت فكرة رفع الوثوقية من خلال الأنظمة الموزعة فبدلا من رفع وثوقية كل جهاز يتم استخدام أجهزة عدة وفي حالة تعطل واحد يعمل الآخر.
2-التشارك بالمصادر Sharing of resources:كان هناك ضرورة كبيرة للتشارك بالمصادر لأنها كانت مكلفة فظهرت فكرة توزيعها.
3-تجميع القدرة الحاسوبية Aggregate computing power: الحصول على قدرة هائلة والاستفادة منها واستغلالها وذلك عن طريق توزيع العمل على أجهزة.
4-الانفتاح وقابلية التوسع Openness / Scalability: تعتبر الأنظمة الحاسوبيع أنظمة قابلة للتوسع ومفتوحة حيث يمكننا في لحظه تطويرها والتكامل معها.

## مساوئ الأنظمة الموزعة
1- الأمن Security: تعتبر مشكلة الأمنية من المشاكل الهامة جدا في الأنظمة الموزعة وهنا تجدر الملاحظة إلى أن الأمن هو الفرع الأهم حاليا في الحواسيب فكلما ازداد انتشار الحوسبة في مجالات الحياة العامه زاد الخطر والخوف من اختراق المنظومات الحاسوبية. ومن المشاكل الأمنية هجمات حجب الخدمة DOS (Denial Of Service) وهي عبارة عن إرسال عدد كبير من الطلبات إلى الخادم بحيث يتوقف عن العمل ويصبح عاجز عن استقبال طلبات جديده.
2- التوزيع الفيزيائي للموارد مقابل الطلب Physical Distribution of resources vs demand.
3- محدودية القدرة الحسابية لكل عقدة Computing power per node is limited:
وهذه المشكله تظهر عندما نريد استخدام الأنظمة الموزعه كبديل عن الأنظمة المتوازية كمثال على ذلك بعض أنظمة المحاكاة تحتاج إلى نصف مليون جهاز لحل عملية وحيدة.

## أنظمة التشغيل الموزعة
هناك العديد من المتطلبات التي يجب توافرها كي نحكم على النظام بأنه نظام تشغيل موزع وهي كما يلي:
1- Transparency: وتعني اعطاء المستخدم انطباع بانه لا يعمل على نظام تشغيل موزع.
2- إخفاء أماكن وجود الموارد.
3- توفير تقنيات لحماية الموارد وتعني قدرة النظام على حماية الموارد من المخاطر المختلفه على سبيل الدخول غير المخول السيطرة عليها من قبل مستخدم ما.
4- القدرة على تأمين الاتصالات ومنع سرقة المعلومات.

## بنيان الأنظمة الموزعة
هناك العديد من المعماريات المعروفة عن الأنظمة الموزع هوسوف نستعرضها كما يلي:	
1- Clint/server model: تتم في هذه الأنظمة نمذجة التطبيق كمجموع من الخدمات التي يقدمها الـserver، وكمجموعة من العملاء الذين يستخدمون هذه الخدمات المتاحة التي يعرفها العميل مسبقا، وليس من الضروري أن يهتم بالعملاء الآخرين ولن يحتاج لمعرفتهم، لأن كل من العملاء والخدمات هي إجرائيات مستقل.
2- DISTRIBUTED OBJECT MODEL: في هذا النموذج لا فرق بين كل الأجهزة المرتبطة فكلها يمكنها تنفيذ مهام مطلوبة وكلها يمكنها طلب خدمات من الأجهزة الأخرى.

## معماريات في الأنظمة الموزعة
1- معمارية الند ب الند Peer-to-Peer: وتقوم فكرة نظام الند للند Peer-to-Peer على مبدأ تجميع مجموعة من الحواسيب المتصلة فيما بينها بواسطة شبكة Network بحيث يعمل كل حاسب من هذه الحواسيب كمزود للحواسيب البقية وتزويدهم بالبيانات التي يحتاجونها، وفي نفس الوقت يعمل هذا الحاسب كزبون عند طلب بيانات من الحواسيب البقية.
2- معمارية التوجيه بالخدمة Service Oriented Architecture.

## وصلات داخلية
- حوسبة موزعة